# Église Saint-Melaine de Pacé
L'église Saint-Melaine est une église située à Pacé, en France.

## Description

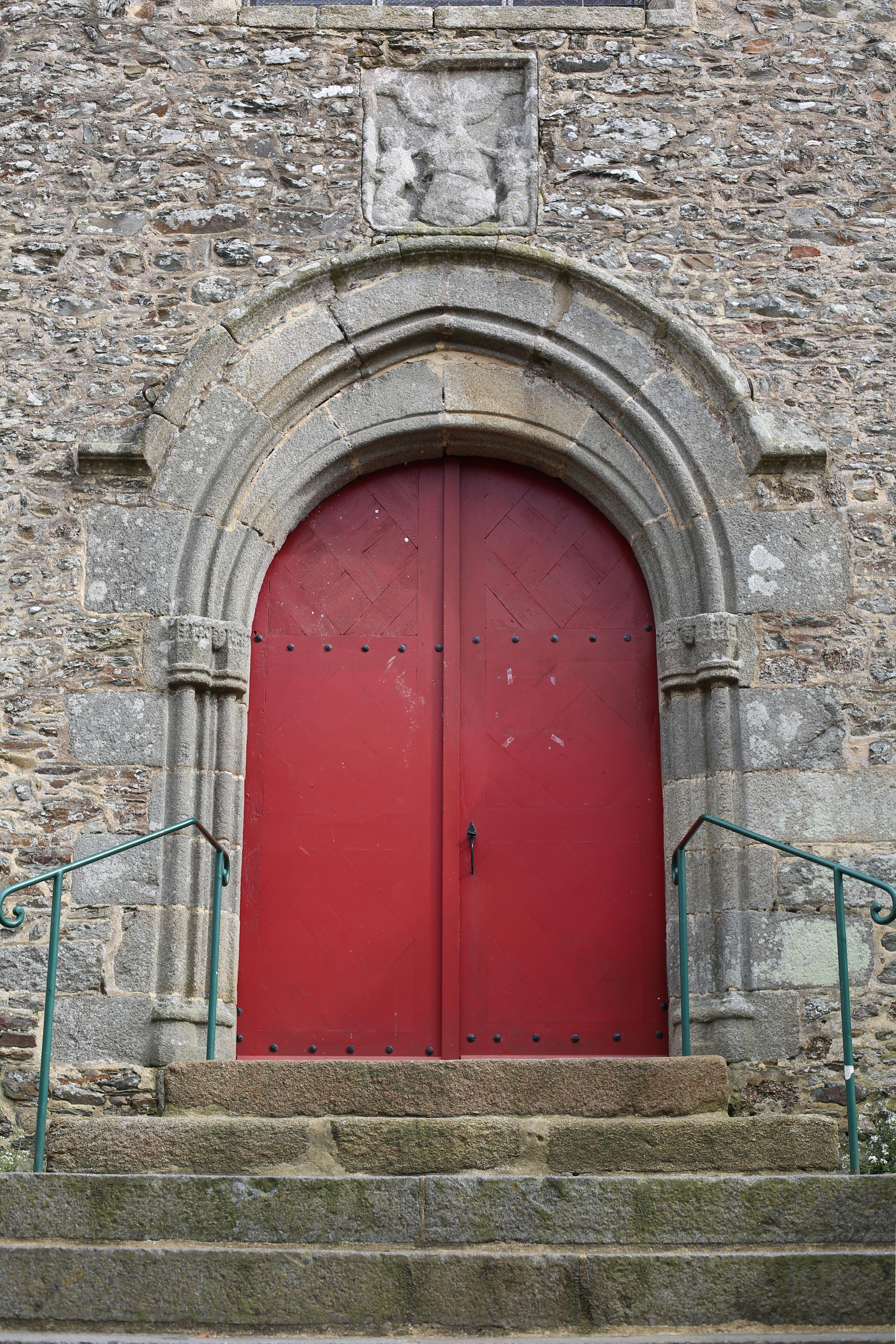
Entrée principale - porche ouest
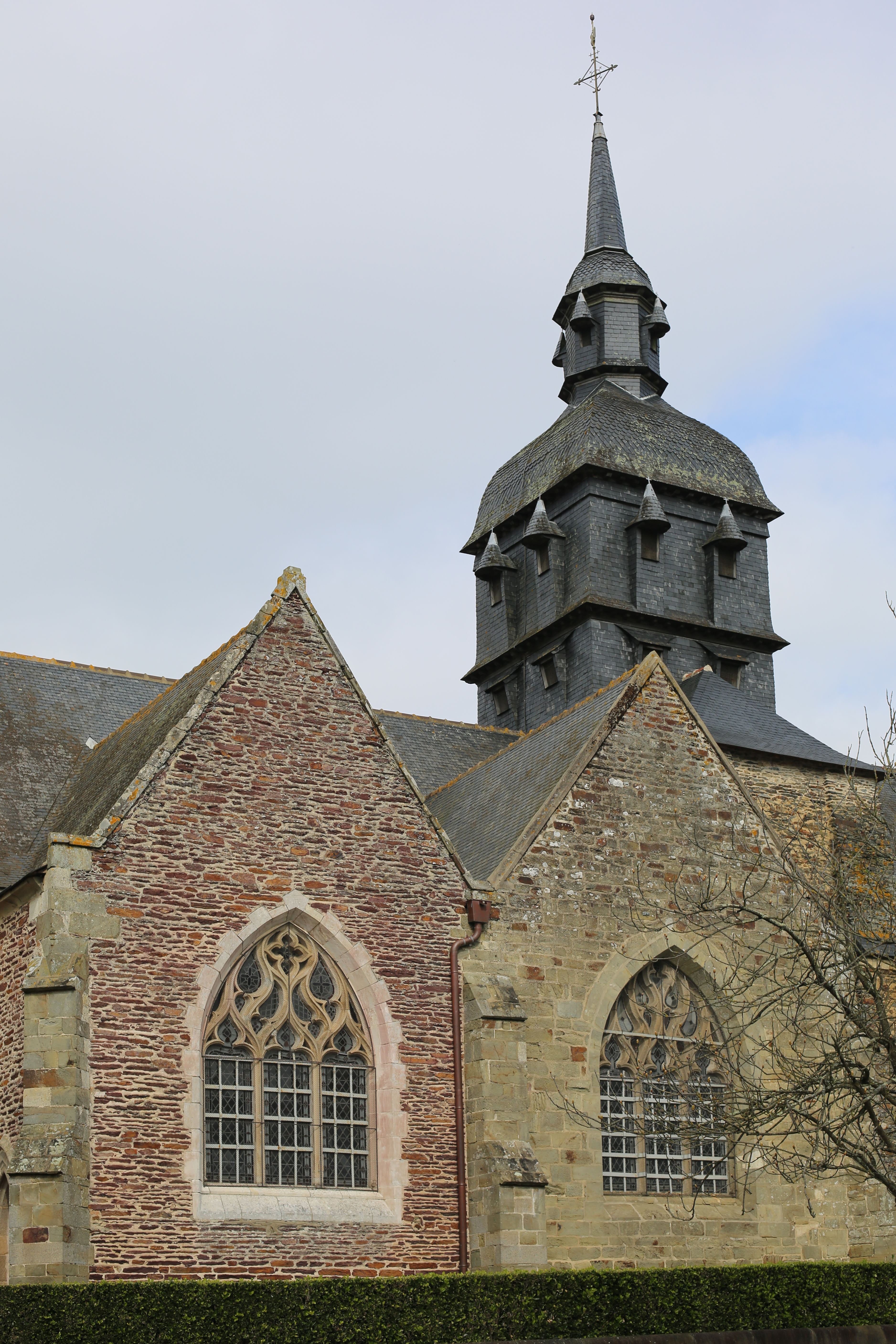
Façade sud
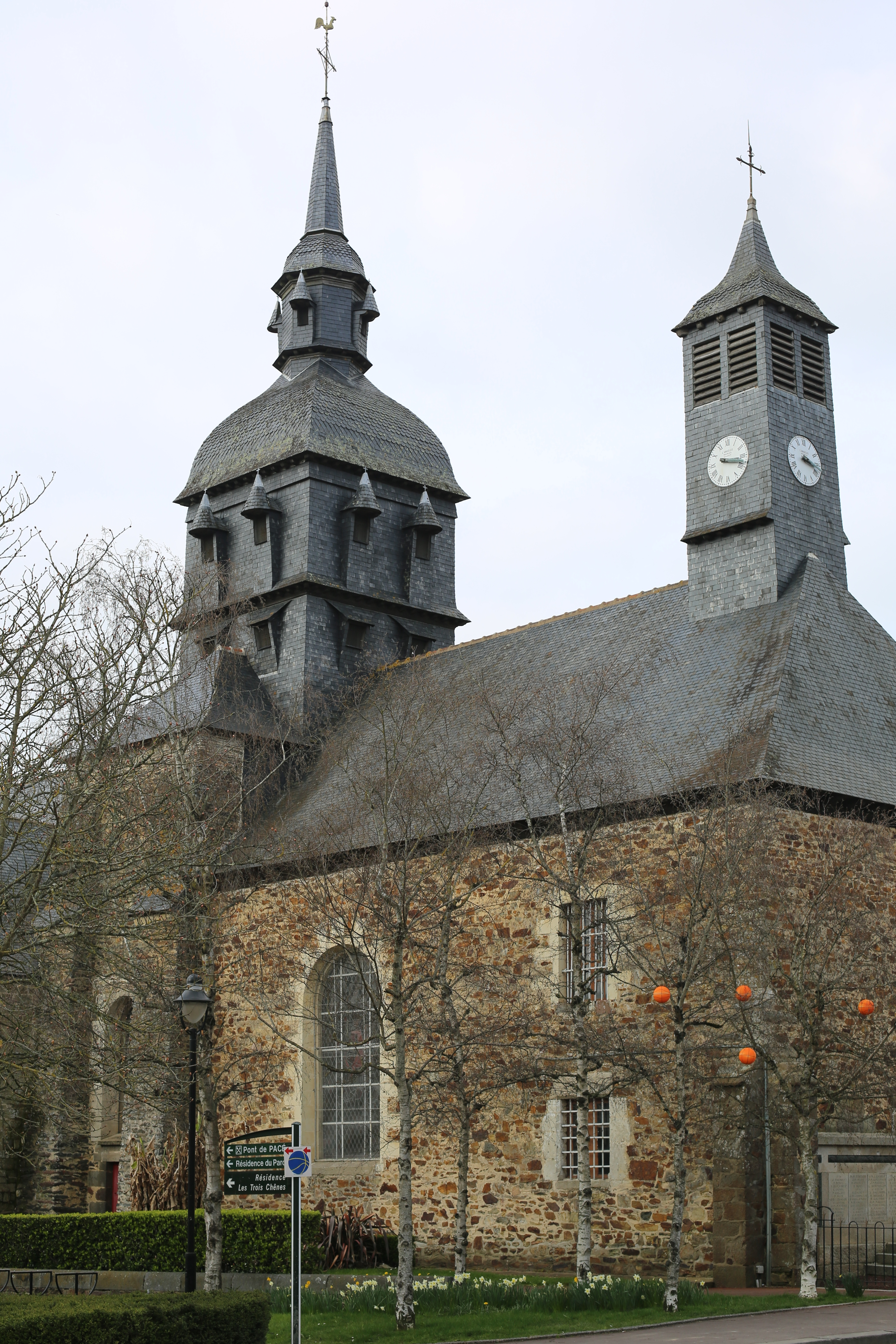
Chœur surmonté de son clocheton

## Localisation
L'église est située sur la commune de Pacé, dans le département d'Ille-et-Vilaine.

## Historique
Le monument est inscrit au titre des monuments historiques par arrêté du 20 septembre 1968.